# Stigmella karsholti
Stigmella karsholti là một loài bướm đêm thuộc họ Nepticulidae. Nó là loài duy nhất được tìm thấy ở miền bắc Tunisia in the extensive cây sồi forests near Ain Draham.
Sải cánh dài 5.7-6.8 mm. Con trưởng thành bay vào tháng 5.
Ấu trùng ăn Quercus canariensis. Chúng ăn lá nơi chúng làm tổ.